# Siergiej Ordżonikidze

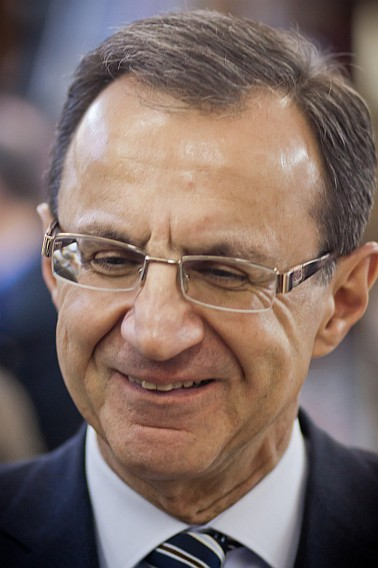
Siergiej Ordżonikidze w 2013

Siergiej Aleksandrowicz Ordżonikidze, ros. Сергей Александрович Орджоникидзе (ur. 1 marca 1946 w Moskwie) – radziecki i rosyjski dyplomata, działacz państwowy, wiceminister spraw zagranicznych Rosji (1999–2002), od 2002 zastępca sekretarza generalnego Organizacji Narodów Zjednoczonych, dyrektor generalny Biura ONZ w Genewie.

## Życiorys
Po ukończeniu w 1969 studiów w Moskiewskim Państwowym Instytucie Stosunków Międzynarodowych podjął pracę w radzieckiej służbie dyplomatycznej. Do 1975 pracował w Stałym Przedstawicielstwie ZSRR przy Narodach Zjednoczonych w Nowym Jorku. Po powrocie do Moskwy przez trzy lata pełnił funkcję doradcy wiceministra spraw zagranicznych. Od 1978 do 1983 ponownie pracował w Stałym Przedstawicielstwie w Nowym Jorku na stanowiskach radcy i starszego radcy. W latach 1983–1991 był zastępcą naczelnika Wydziału Prawno-Międzynarodowego MSZ ZSRR.
Od 1991 do 1996 pełnił funkcję zastępcy Stałego Przedstawiciela ZSRR, a następnie Federacji Rosyjskiej przy ONZ. W 1996 objął kierownictwo Departamentu Organizacji Międzynarodowych MSZ, a trzy lata później awansował na stanowisko zastępcy ministra spraw zagranicznych. Wielokrotnie brał udział w sesjach Zgromadzenia Ogólnego ONZ i stał na czele delegacji Federacji Rosyjskiej na forach międzynarodowych.
1 marca 2002 otrzymał nominację na stanowisko zastępcy sekretarza generalnego ONZ oraz dyrektora generalnego Biura ONZ w Genewie. Funkcję pełnił do 2011 r., kiedy odszedł na emeryturę